# Соколец (Болгария)
Соколец (болг. Соколец) — село в Болгарии. Находится в Бургасской области, входит в общину Руен. Население составляет 520 человек (2022).

## Политическая ситуация
В местном кметстве Соколец, в состав которого входит Соколец, должность кмета (старосты) исполняет Кадир Хасан Хюсеин (Движение за права и свободы (ДПС)) по результатам выборов правления кметства.
Кмет (мэр) общины Руен — Дурхан Мехмед Мустафа (Движение за права и свободы (ДПС)) по результатам выборов в правление общины.